# زنبق صغير
الزنبق الصغير نوع نباتي ينتمي إلى جنس الزنبق من الفصيلة الزنبقية.

## البيئة والانتشار
موطنه جبال سييرا نيفادا في ولايتي نيفادا وكاليفورنيا غرب الولايات المتحدة.